# Mečislav
Mečislav je mužské jméno slovanského původu. Znamená slavný mečem. V České republice žilo v roce 2014 65 nositelů tohoto jména. V českém kalendáři slaví svátek 1. ledna a podle římskokatolického kalendáře slaví 12. června na svátek Mečislava Bohatkiewicze. Germánská podoba jest Egon.[zdroj?] Jméno Měšek slaví svátek 18. září (podle starého kalendáře).
Jméno je populárnější v Polsku v podobě Mieczysław. V litevštině má podobu Mečislovas.
- Mečislav – bulharsky, ukrajinsky, srbochorvatsky
- Miecislao – španělsky
- Miecislas – francouzsky
- Miecislav – rumunsky

Domácí podoby jsou Sláva, Mečík, Měšek, Mieško.

## Známí nositelé
- Měšek I.
- Mečislav Borák, český historik
- Mieczysław Bohatkiewicz, blahoslavený rytíř
- Mieczysław Asłanowicz, polský pedagog
- Mieczysław Aszkiełowicz, polský politik, odborář, rolník, lesník, hasič, posel
- Mieczysław Bieniek, generál
- Mieczysław Bień, generál brigády vojska polského, profesor
- Mieczysław Bień, polský samosprávce, prezident Tarnowa
- Mieczysław Biernacki, polský matematik i fyzik
- Mieczysław Jerzy Gamski, polský lekař
- Mieczysław Gajda, polský divadelní i filmový herec
- Miecislaus Haiman, polsko-americký historik
- Mieczysław Stilinski , fiktivní postava ze seriálu Teen Wolf